# 色の恒常性

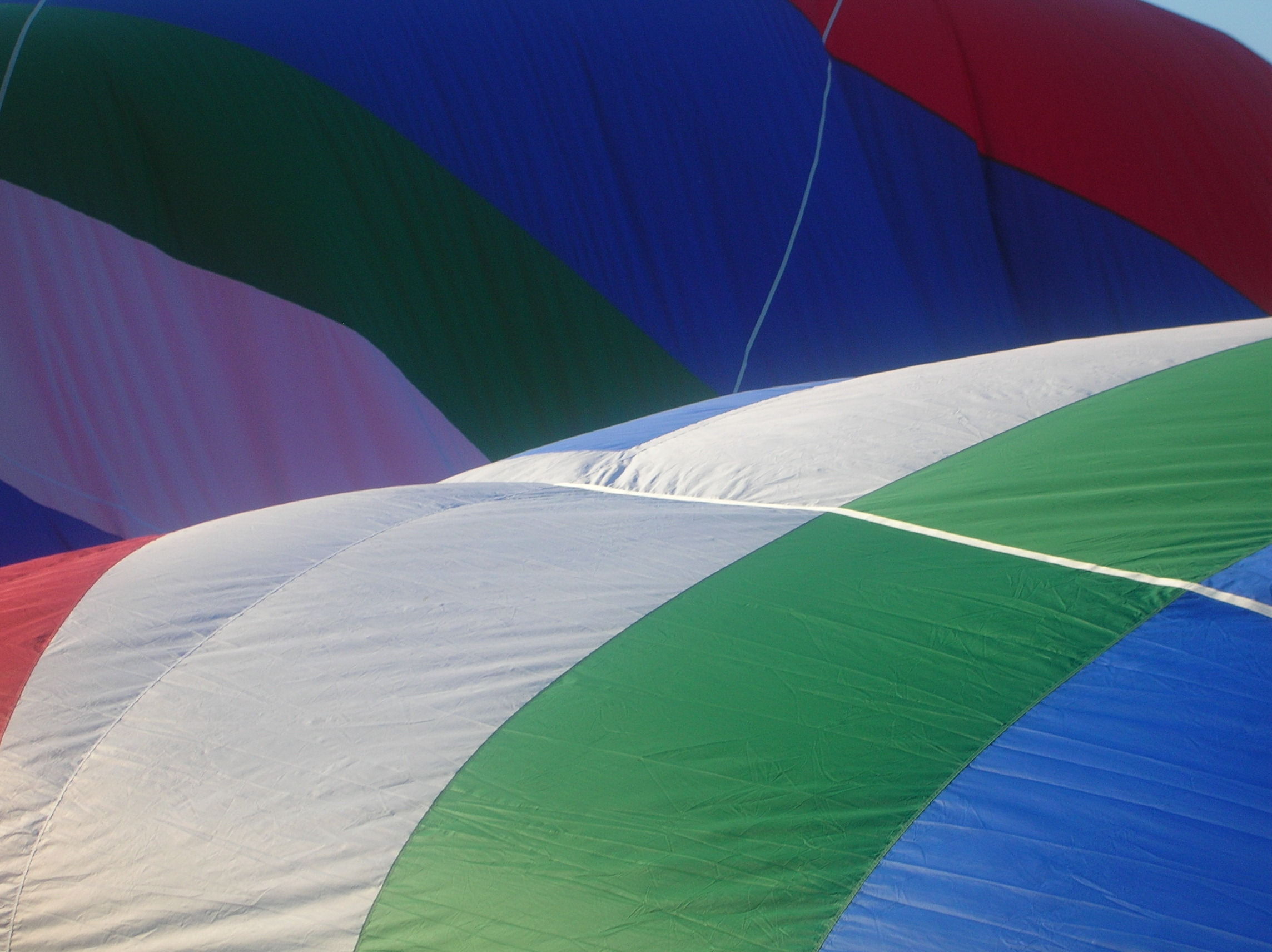
色の恒常性: 熱気球の色は、太陽の下でも日陰でも同じであると認識される。

色の恒常性（いろのこうじょうせい、英: color constancy）は主観的な恒常性の一例であり、人間の色覚システムの特徴である。これにより、さまざまな照明条件下でも物体の知覚される色が比較的一定に保たれる。たとえば、青いリンゴは、主な照明が白い太陽光である正午に緑色に見えるのと同じように、主な照明が赤い日没にも緑色に見える。これは物体を識別するのに役立つ。色彩恒常（しきさいこうじょう）とも呼ばれる。

## 歴史
イブン・ハイサムは、物体から反射される光が物体の色によって変化するという観察によって、色の恒常性について初期の説明をした。彼は、光の質と物体の色は混ざり合い、視覚系は光と色を分離すると説明した。彼は次のように書いている。
光は色を伴わずに色の付いた物体から目に伝わることはなく、色の形も光を伴うことなく色の付いた物体から目に伝わることはない。色の付いた物体に存在する光の形も色の形も、混ざり合った状態でしか伝わらず、知覚者はそれらが混ざり合った状態でしか知覚できない。それでも、知覚者は目に見える物体が光っていること、物体に見られる光は色以外のものであり、これらが2つの特性であることを認識する。
モンジュ (1789)、ヤング (1807)、ヘルムホルツ (1867)、ヘリング (1920)、ヨハネス・フォン・クリース (1902、1905)、そしてその後の研究者であるヘルソンとジェファーズ (1940)、ジャッド (1940)、ランドとマッキャン (1971) は、いずれも色の恒常性の調査に多大な貢献をした。色の恒常性の発生は無意識の推論の結果であるという考え (ジャッド、1940、フォン・ヘルムホルツ、1867) と、感覚順応の結果であるという考え (ヘルソン、1943、ヘリング、1920) は、この時代の大部分において共存していた。観察者の色の恒常性判断の性質を明らかにするために、アーレンドとリーブス (1986) は最初の体系的な行動実験を実施した。その後、新しい色恒常性モデル、皮質メカニズムに関する生理学的情報、自然風景の写真による色彩測定などが登場した。

## 色覚
色覚とは、物体から反射、透過、または放出される光の異なる波長に基づいて、人間、動物、機械が色を区別できる客観的な色を認識する方法である。人間の目では、錐体細胞と桿体細胞という2種類の視細胞を使用して光が検出され、視覚皮質に信号が送られ、視覚皮質はそれらの信号を処理して主観的な知覚に変換する。色の恒常性は、特定の瞬間に反射する光の量や波長に関係なく、見慣れた物体を一貫した色として脳が認識できるようにする処理である。

## 条件等色
条件等色とは、2つの別々のシーン内で色を認識することであり、色の恒常性に関する研究に役立つ。
研究によると、競合する色彩刺激が提示された場合、視覚システムの早い段階で空間比較が完了している必要がある。たとえば、被験者に色の配列と灰色などの空白色の刺激が両眼視的に提示され、配列の特定の色に焦点を合わせるように指示された場合、空白色は両眼で知覚された場合とは異なって見える。
これは、空間比較に関連する色の判断が、V1単眼ニューロンで、またはそれより前に完了する必要があることを意味する。空間比較が視覚システムの後期、たとえば皮質領域V4で発生する場合、脳は色と空白色の両方を両眼で見たかのように知覚できる。

## レティネックス理論
ランド効果（英: Land effect）とは、同じシーンの白黒の透明フィルムを重ね合わせた画像を見るだけで、フルカラー画像が見える能力である。一方は赤のフィルターを通して、もう一方は緑のフィルターを通して撮影され、それぞれ赤と白の光（または2つの異なる黄色の波長）で照らされている。この効果は、フルカラー画像に関するジェームズ・クラーク・マクスウェルの初期の実験を再現しようとしていたエドウィン・ハーバート・ランドによって発見された。ランドは、重ね合わせた画像を黄色の光だけで照らした場合でも、視覚系はフルカラー（たとえ薄暗い色であっても）の範囲を認識できることに気付いた。ランドはこの効果を1959年のサイエンティフィック・アメリカンの記事で説明した。1977年、ランドは一般化されたランド効果について説明した別のサイエンティフィック・アメリカンの記事を執筆し、人間の色覚の主な基礎であると彼が信じていたものを説明するレティネックス理論（英: Retinex theory）を策定した。レティネックスという言葉は網膜（英: retina）と大脳皮質（英: cerebral cortex）を組み合わせたもので、処理には目と脳の両方が関与していることを意味する。
一般化されたランド効果は、次のように実験的に実証できる。多数の色のパッチで構成される「モンドリアン」(類似の絵画を描いたピエト・モンドリアンにちなんで名付けた) と呼ばれるディスプレイを人に見せる。ディスプレイは3つの白色光で照らされる。1 つは赤色のフィルターを通して投影され、1つは緑色のフィルターを通して投影され、もう1つは青色のフィルターを通して投影される。ディスプレイ内の特定のパッチが白く見えるように、光の強度を調整するよう求められる。次に、被験者は、この白色に見えるパッチから反射される赤色、緑色、青色の光の強度を測定する。次に、被験者は、たとえば緑色に見える隣接するパッチの色を特定するよう人に求められる。次に、被験者は、緑色のパッチから反射される赤色、青色、緑色の光の強度が、白色のパッチから最初に測定された強度と同じになるように光を調整する。緑のパッチは緑色に見え続け、白色のパッチは白色に見え続け、残りのすべてのパッチは元の色を保ち続けるという点で、その人は色の恒常性を示す。
ランドはジョン・マッキャンとともに、人間の生理機能で起こっていると考えられているレティネックスのプロセスを模倣するように設計されたコンピュータプログラムも開発した。色の恒常性はコンピュータビジョンの望ましい機能であり、この目的のために多くのアルゴリズムが開発されてきた。これらにはいくつかのレティネックスアルゴリズムが含まれる。これらのアルゴリズムは、画像の各ピクセルの赤/緑/青の値を入力として受け取り、各ポイントの反射率を推定しようとする。そのようなアルゴリズムの1つは次のように動作する。すべてのピクセルの最大赤の値rmaxが決定され、最大緑値gmaxと最大青値bmaxも決定される。シーンにすべての赤色光を反射する物体、すべての緑色光を反射する（他の）物体、およびすべての青色光を反射する物体が含まれていると仮定すると、照明光源は（rmax、gmax、bmax）で表すことができる。値 (r, g, b) を持つ各ピクセルの反射率は (r/rmax, g/gmax, b/bmax) として推定されます。ランドとマッキャンが提案したオリジナルのレティネックスアルゴリズムでは、この原理のローカライズ版が使用されている。
レティネックスモデルはコンピュータービジョンで今でも広く使用されているが、実際の人間の色覚はより複雑であることがわかっている。